# Gerrit Hendrik Kersten

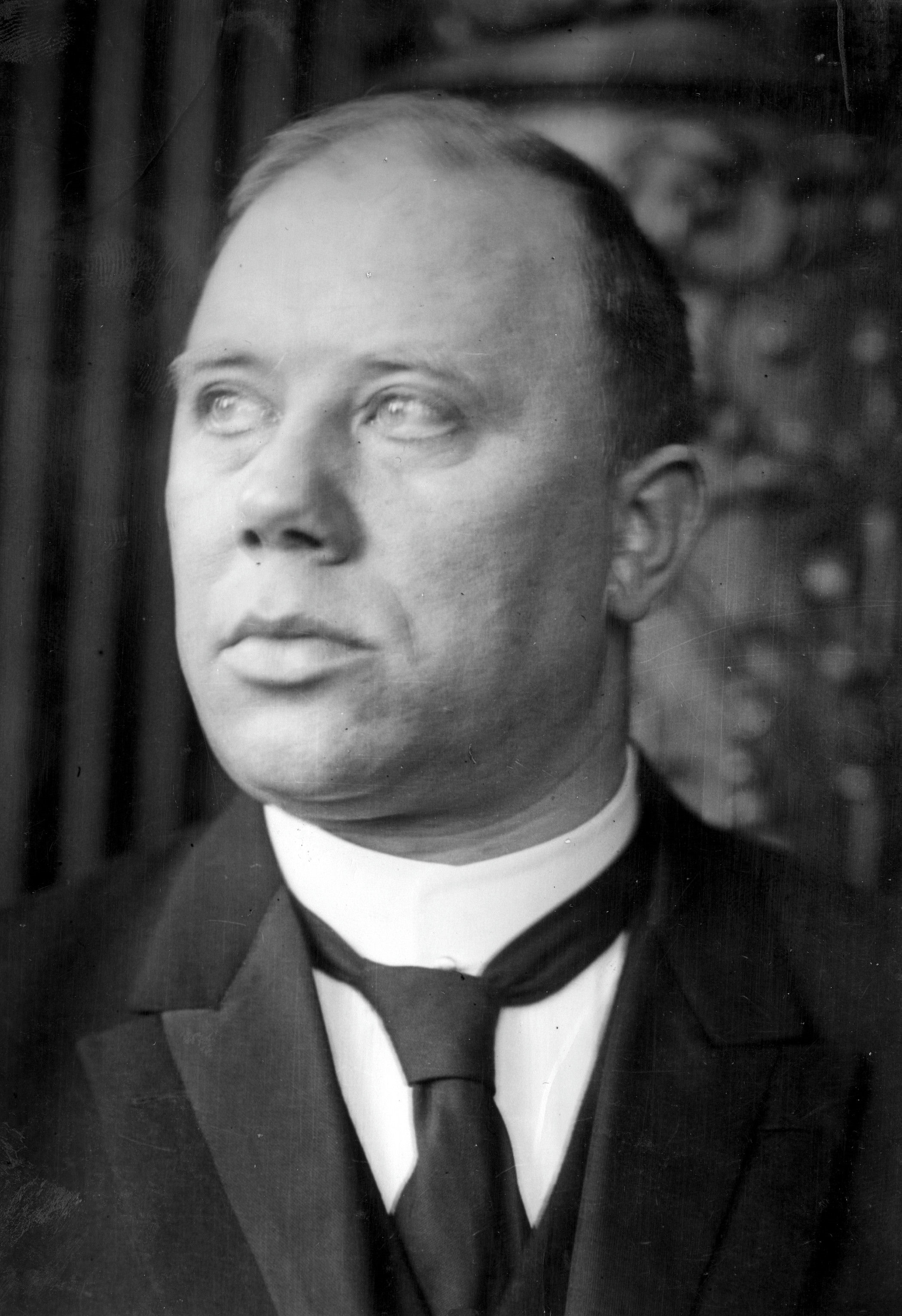
G.H. Kersten

Gerrit Hendrik Kersten (Deventer, 6 de agosto de 1882 - Waarde, 6 de setembro de 1948) foi um ministro holandês da religião e da política.
Em 1907, Kersten fundou a Congregação Reformada Neerlandesa. Onze anos mais tarde, em 
1918, Kersten estabeleceu o Partido Reformado Político. Ele foi o primeiro membro do partido da Câmara dos Representantes, depois de ser eleito em 1922. Ele permanecerá no parlamento até 1945.
Na noite de 10 de novembro de 1925, Kersten, firmou sua oposição ao Catolicismo romano.